# مینیولا (فلوریدا)
مینیولا (به انگلیسی: Minneola) شهری در شهرستان لیک ایالت فلوریدا است که در سال ۱۹۲۶ بنیان‌گذاری شده‌است. این شهر طبق سرشماری سال ۲۰۱۰ میلادی، ۹٬۴۰۳ نفر جمعیت داشته و مساحت آن نیز ۸٫۳ کیلومتر مربع است.